# National Museum of Dance and Hall of Fame
Il National Museum of Dance and Hall of Fame è un museo che si trova a Saratoga Spring nello stato di New York, negli Stati Uniti; fondato nel 1986, è l'unico museo della nazione interamente dedicato alla danza.

## Descrizione
Il museo contiene fotografie, video, oggetti, costumi e biografie.
Si trova nella ex Bath House di Washington ed è stato fondato nel 1986 da Marylou Whitney.
Il museo è legato al Saratoga Performing Arts Center e offre anche corsi di ballo e corsi di perfezionamento attraverso la Scuola Lewis A. Swyer per le Arti, che ospita la New York State Summer School of the Arts nei mesi di luglio e agosto.
La missione del NMD è coltivare, promuovere e sviluppare tra i suoi membri e la comunità in generale, l'apprezzamento, la comprensione, il gusto e amore per la danza e la sua storia, e di fornire i mezzi per l'istruzione popolare e godimento, per raccogliere, classificare, conservare e proteggere documenti, articoli e argomenti di interesse storico, per selezionare, ogni anno, uno o più individui, aziende, compagnie di danza, associazioni o altre istituzioni come premiati da nominare nel Museo nazionale di Danza Hall of Fame.

## Personalità
Di seguito è riportato l'elenco dei ballerini e delle ballerine i cui oggetti sono presenti nella Hall of Fame Mr. & Mrs. Cornelius Vanderbilt Whitney del museo.
Aggiunti nel 1987

Fred Astaire (1899–1987)

George Balanchine (1904–1983)

Agnes de Mille (1905–1993)

Isadora Duncan (1887–1927)

Katherine Dunham (1909–2006)

Martha Graham (1894–1991)

Doris Humphrey (1895–1958)

Lincoln Kirstein (1907–1996)

Catherine Littlefield (1905–1951)

Bill "Bojangles" Robinson (1878–1949)

Ruth St. Denis (1877–1968)

Ted Shawn (1891–1972)

Charles Weidman (1901–1975)
Aggiunti nel 1988

Busby Berkeley (1895–1976)

Lucia Chase (1897–1986)

Hanya Holm (1898–1992)

John Martin (1893–1992)

Antony Tudor (1908–1987)
Aggiunti nel 1989

Jerome Robbins (1918–1998)
Aggiunti nel 1992

Alvin Ailey (1931–1989)
Aggiunti nel 1993

Merce Cunningham (1919–2009)
Aggiunti nel 1994

Bronislava Nijinska (1891–1972)
Aggiunti nel 1995

Paul Taylor (1930-)
Aggiunti nel 1997

José Limón (1908–1972)
Aggiunti nel 1998

Anna Sokolow (1910–2000)
Aggiunti nel 1999

Barbara Karinska (1886–1983)

Arthur Mitchell (1934-)
Aggiunti nel 2000

Robert Joffrey (1930–1988)

Trisha Brown (1936-)

Alwin Nikolais (1910–1993)
Aggiunti nel 2001

Nicholas Brothers (1914–2006 & 1921–2000)
Aggiunti nel 2002

Léonide Massine (1896–1979)

Edwin Denby (1903–1983)
Aggiunti nel 2004

Igor Stravinsky (1882–1971)
Aggiunti nel 2006

Arthur and Kathryn Murray

New Dance Group (fondato nel 1932)
Aggiunti nel 2007

Bob Fosse (1927–1987)

Bill T. Jones (1952-)
Aggiunti nel 2008

Peter Martins (1946-)
Aggiunti nel 2009

Tommy Tune (1939-)

Marge Champion (1919–2020)

Suzanne Farrell (1945-)

Edward Villella (1936-)

Frankie Manning (1914–2009)
Aggiunti nel 2010

Michael Jackson (1958–2009)
Aggiunti nel 2011

Frederic Franklin (1914-2013)

Oliver Smith (1918-1994)
Aggiunti nel 2012

Ben Vereen (1946-)
Aggiunti nel 2013

Anna Pavlova (1881-1931)